# Nuriye Ulviye Mevlan Civelek
Nuriye Ulviye Mevlan Civelek (1893 - 9 de abril de 1964) fue una sufragista, periodista, escritora y activista turca por los derechos de las mujeres. Fue fundadora de la primera revista feminista en su país titulada Kadınlar Dünyası y de la Organización por los derechos de las mujeres musulmanas en Turquía. La revista fue la primera en publicar la fotografía de una mujer musulmana.

## Biografía

### Primeros años
Hija de Safiye Hanım y Mahmut Yediç, nació en 1893 probablemente en Hacıvelioba, Gönen, parte del imperio otomano, aunque algunas fuentes indican que su nacimiento fue en Siria mientras que otros indican que fue en Göreme, centro de Turquía.
Su padre era un agricultor de ascendencia circasiana que fue obligado a abandonar el norte del Cáucaso tras la conquista del Imperio ruso. Debido a varios contratiempos financieros, la familia vivió en condiciones económicas mínimas, por lo que sus padres optaron por enviar a su hija al Palacio Yıldız a la edad de seis años; ahí, recibió instrucción en religión, reglas de palacio y comportamiento, siendo entregada en matrimonio a la edad de los trece años en 1906. Su marido, Hulusi Bey, era un hermano adoptivo del sultán y murió poco después del matrimonio.

### Carrera
Utilizando el dinero heredado, Bey fundó la revista Kadınlar Dünyası (en español: El mundo de las mujeres) utilizando el nombre Nuriye Ulviye el 4 de abril de 1913. Al mes siguiente, el 28 de mayo de 1913, fundó la Sociedad Otomana para el defensa de los derechos de las mujeres (en turco: Osmanlı Müdâfaa-i Hukuk-ı Nisvan Cemiyeti), con el objetivo de mejorar las educación y las oportunidades laborales de las mujeres y reformar sus códigos de vestimenta. Aunque la asociación era principalmente para mujeres musulmanas, también incluyó miembros de minorías étnicas y periodistas europeas.
En sus inicios, la revista tuvo una periodicidad diaria. Después de 100 números, se comenzó a publicar semanalmente. Tras el número 108 (probablemente alrededor del 7 de septiembre de 1913) comenzó a firmar sus artículos como Ulviye Mevlan luego que tomó el apellido de su nuevo marido, Rıfat Mevlan (a veces escrito como Mevlanzâde Rıfat Bey), un periodista y político. La revista fue la primera que publicó la fotografía de una mujer musulmana.  Nadie del equipo de escritores fue varón; Mevlan aseveraba que excluyó a los hombres porque éstos excluyeron a las mujeres de participación legal en la sociedad.
En sus artículos, Mevlan dilucidó objetivos claros incluyendo los derechos de las mujeres a acceder a la educación superior, igualdad en los salarios y la admisión femenina a los servicios civiles de correos, siempre reiterando que la mejora en las vidas de las mujeres también mejoraría las vidas de los hombres. también argumentó que las mujeres podrían ser capaces de llevar un pañuelo en vez del velo, que deberían tener los mismos derechos dentro matrimonio y condenó la práctica de los matrimonios arreglados. A raíz de sus campañas, las mujeres obtuvieron algunos éxitos significativos como por ejemplo en 1913 cuando siete mujeres fueron contratadas en una oficina telefónica, o cuando en 1914, la universidad de mujeres İnâs Darülfünunu comenzó a impartir cursos en ciencias y literatura en Estambul. De 1913 a 1914, la revista también publicó una edición francesa que buscó aumentar el diálogo entre las feministas europeas y las de su asociación.
Mevlan trabajó en la revista hasta 1921. Por aquel entonces se libraba la Guerra de Independencia turca y su marido, como seguidor de la independencia kurda, fue deportado como parte de los Yüzellilikler en 1923. En 1927, Mevlan se divorció y comenzó a operar una casa para estudiantes. En 1931, se casó con el estudiante de medicina Ali Muharrem Civelek, originario de Antioquía del Orontes y al que había albergado durante sus estudios en la Facultad de Medicina; al culminarlos, la pareja dejó Estambul y se trasladó a Kırıkhan.
Civelek murió el 9 de abril de 1964 en Kırıkhan, provincia de Hatay, Turquía, siendo sepultada en el cementerio Asri en Antioquía, Provincia de Hatay Provincia.